# Clusia nemorosa
Clusia nemorosa är en tvåhjärtbladig växtart som beskrevs av G. F. W. Mey.. Clusia nemorosa ingår i släktet Clusia och familjen Clusiaceae. Inga underarter finns listade i Catalogue of Life.

## Bildgalleri

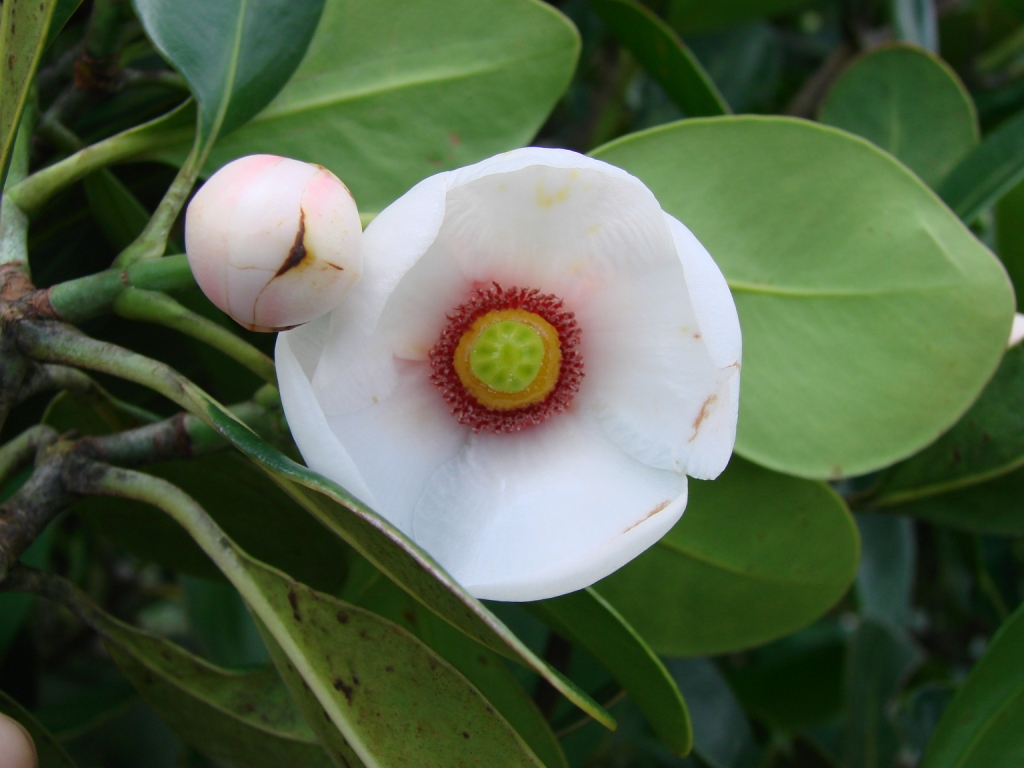